# タラ・プランテーション
タラ・プランテーション（Tara plantation）は小説『風と共に去りぬ』の舞台となった、ジョージア州の架空のプランテーション。テーマ曲『タラのテーマ』も有名である。 
物語では、タラはクレイトン郡にあり、フリント川の東側で、ジョーンズボロから8キロ、アトランタから32キロほど南に行ったところにある。主人公スカーレット・オハラの父ジェラルドの故郷アイルランドのタラの丘に因んで名付けられたと設定されている。

## 他の地名への影響
- カントリー歌手であるドリー・パートンは、ナッシュビルの邸宅をタラと名付けた。
- アトランタのアートハウス映画館であるタラ劇場は、このプランテーションにちなんで名付けられた。
- ルイジアナ州バトンルージュにタラ高校 がある。